# Нібулон
ТОВ СП «Нібулон» — аграрна компанія України, один з найбільших українських сільськогосподарських виробників та експортерів. Заснована 5 грудня 1991 року. Її засновник — Олексій Вадатурський, генеральний директор — Вадатурський Андрій Олексійович. «Нібулон» займає 301 позицію серед компаній Центральної та Східної Європи згідно з рейтингом «Топ500 — 2016», що складений аудиторами «Делойт». 2017 року за дохідністю посіла 7-е місце серед усіх холдингів України та 3-тє — серед аграрних компаній. За 2018—2019 рік, за версією журналу НВ й інвестиційної компанії Dragon Capital, увійшла до Топ10 агроекспортерів України. 2019 року визнана британським фінансовим виданням найкращим інвестором у сільське господарство України.
Розмір інвестицій компанії в економіку України складає більше 2,3 млрд доларів США. Компанія неодноразово ставала переможцем Всеукраїнського рейтингу «Сумлінні платники податків». За результатами міжнародного дослідження Randstad Employer Brand Research «НІБУЛОН» вдруге визнано «Найпривабливішим роботодавцем України в галузі сільського господарства».

## Історія

### 1991—2000
1991 року створено спільне підприємство миколаївського підприємця Олексія Вадатурського, угорської та британської фірм (KOMBISEED KFT і Meridian Commodities Ltd). Назву підприємства утворили за першими літерами міст, звідки походили співзасновники: від рос. НИколаев — БУдапешт — ЛОНдон.
1998 року агрохолдинг уперше отримав прямий кредит в 5 млн доларів від МБРР, ставши першим сільгоспвиробником України, що отримав подібне фінансування. Кошти використовувалися на розширення експорту.
Залучення іноземної позики надало імпульс в розвитку компанії. У звіті Всесвітнього банку (МБРР — один із його підрозділів) від 15 грудня 2004 року зазначено, що кожен долар, вкладений за кредитною лінією в «НІБУЛОН», згенерував 4–5 доларів.

### 2001—2012
2003 року підприємство отримало кредити за міжбанківськими угодами від фінансових інститутів Данії і Канади.
Того ж року введено в дію потужності з прямої перевалки на перевантажувальному терміналі ТОВ СП «НІБУЛОН». У серпні на терміналі завантажено перше кіпрське судно DSPioneer з експортним вантажем фуражного ячменю. Це була перша партія українського зерна врожаю 2003 року, відправлена до Саудівської Аравії. А вже у грудні того ж року введено в експлуатацію другу чергу будівництва перевантажувального термінала, у тому числі 2 зерносховища, кожне ємністю 50 тисяч тонн зерна, оснащені необхідним комплексом комунікаційного і транспортного устаткування.
Після цього компанія зосереджує увагу на зерновому експорті. 2004—2005 маркетингового року було експортовано 1,3 млн тонн зерна, а 2008—2009 — експорт перевищив 4 млн тонн. За обсягами «НІБУЛОН» став лідером серед експортерів України.
У 2004 році перевантажувальний термінал ТОВ СП «НІБУЛОН» посів перше місце і отримав диплом I ступеня у номінації «Промислові об'єкти» на конкурсі «Кращі будівлі і споруди, збудовані та введені в експлуатацію в 2004 р. в Україні».
2007-го року Указом Президента України за визначний особистий внесок у зміцнення потенціалу агропромислового комплексу, організацію та забезпечення досягнення стабільно високих показників у виробництві сільськогосподарської продукції, розвиток соціальної сфери генеральному директору ТОВ СП «НІБУЛОН» О. О. Вадатурському присвоєно звання Героя України.
2009 року агрохолдинг нараховував 36 філій у 10 областях України та обробляв власними силами близько 70 тис. га землі.
2009 року «НІБУЛОН» став розвивати власну транспортну річкову інфраструктуру на Південному Бузі та Дніпрі. Для цього було створено однойменну судноплавну компанію, також укладено угоди з миколаївським суднобудівним заводом «Океан» на будівництво 24 несамохідних суховантажних суден змішаного (річка-море) плавання для перевезення генеральних і насипних вантажів. Наступного року підписаний контракт на будівництво буксирів.
10 грудня 2012 року генеральний директор компанії «НІБУЛОН» Олексій Вадатурський та директор представництва ЄБРР в Україні Андре Куусвек підписали кредитну угоду про виділення сільгосппідприємству синдикованого кредиту на 125 млн доларів США.
До 2013 року «НІБУЛОН» уже володів флотом у 36 одиниць (з них 7 буксирів). Також компанія мала сім перевантажувальних річкових комплексів (з них 6 — на Дніпрі).

### 2013— 2021
Влітку 2013 року на румунському суднобудівному заводі «Santierul Naval Constanta» (SNC) (м. Констанца) відбулася урочиста церемонія «хрещення» плавучого перевантажувального крана в Чорноморському та Середземноморському басейнах «Святий Миколай», збудованого на замовлення «НІБУЛОНа».
Також цього року компанія зазнала значного тиску з боку державних контрольних органів. Відбулося 557 перевірок, загальна тривалість перевірок за рік склала 1188 днів.
А в грудні 2013-го компанія «НІБУЛОН» на власній суднобудівній верфі розпочала самостійне будівництво власного флоту — буксирів проєкту POSS-115 «NIBULON-5» та «NIBULON-6».
2016 року компанія підготувалася до відновлення пасажирського судноплавства на Дніпрі та Південному Бузі: до листопада відремонтувала на своєму заводі та протестувала два судна на підводних крилах типу «Восход» («НІБУЛОН Експрес — 1», «НІБУЛОН Експрес — 2»). У цьому ж році відбувся перший рейс пасажирського судна «НІБУЛОН Експрес».
У грудні 2016 року відбулось підписання угоди про виділення Європейським інвестиційний банком 71 млн євро компанії «НІБУЛОН» на розвиток та модернізацію логістичної інфраструктури в Україні.
У 2017-му компанія «НІБУЛОН» запустила регулярні пасажирські перевезення за маршрутами Вознесенськ — Ковалівка — Нова Одеса — Миколаїв та Нова Каховка — Херсон — Гола Пристань, а також до Кінбурнської коси.
Також цього року відбулося відкриття перевантажувального термінала для зернових та олійних культур філії «Хортиця» (с. Біленьке, Запорізька обл.) за участі Прем'єр-міністра України В. Гройсмана та підписання кредитної угоди з Міжнародною фінансовою корпорацією на загальну суму 100 мільйонів доларів США.
2018-го Європейський банк реконструкції та розвитку і ТОВ СП «НІБУЛОН» підписали угоду про надання фінансування на суму 50 млн доларів США для продовження реалізації національного проєкту з відродження вантажного судноплавства Дніпром та Південним Бугом, а також розвитку аграрної логістики.
3 березня 2018 року — з реконструйованого сліпу заводу «НІБУЛОН» на воду було спущено перше несамохідне 100-метрове судно проєкту В5000.
1 червня 2018 «НІБУЛОН» запустив регулярні пасажирські перевезення за маршрутом Очаків — Кінбурнська коса. Для реалізації цього маршруту в Очакові було встановлено плавучий причал компанії довжиною близько 100 м.
У 2019 році компанія ввела в експлуатацію новий річковий перевантажувальний термінал у с. Тернівка Вільнянського р-н Запорізької обл., що став вже третім підприємством компанії на Запоріжжі.
Також 20 вересня 2019-го на ТОВ "Суднобудівно-судноремонтний завод «НІБУЛОН» відбулося урочисте відкриття міжнародного форуму TRANS EXPO ODESA-MYKOLAIV 2019. Захід відзначився водним шоу за участі суден усієї лінійки «НІБУЛОНівського» флоту, а також урочистим введенням в експлуатацію найбільшого за останні 25 років незалежності України і за всю історію суднобудівного заводу «НІБУЛОН» судна — 140-метрового плавкрана класу «річка-море» з двома крановими частинами та зерносховищем ємністю 13 400 м³ NIBULON MAX.
У 2020 році «НІБУЛОН» ввів в експлуатацію перше своє річкове підприємство у Дніпропетровській області — філію «Зеленодольська», що знаходиться в с. Мар'янське Апостолівського району.
1 липня 2021 року на базі структурного підрозділу компанії суднобудівно-судноремонтного заводу «НІБУЛОН» створено нове підприємство з організаційно-правовою формою Товариство з обмеженою відповідальністю «Суднобудівно-судноремонтний завод „НІБУЛОН“».

### 2022— сьогодення
Станом на 2022 рік флот «НІБУЛОНа» налічував 81 одиницю.
У червні 2022 року почалось будівництво нового річкового перевантажувального терміналу (Філія «Бессарабська») у місті Ізмаїлі, про завершення першої черги якого було повідомлено у жовтні того ж року. З жовтня 2022 по червень 2023 року через філію було експортовано перший мільйон тонн зернових вантажів. Фактично в умовах блокади чорноморських портів філія стала основним каналом експорту компанії: у першому кварталі 2023 року 64 % зернових було експортовано через ізмаїльський термінал.
Станом на 2023 рік, через повномасштабний напад Росії на Україну в Миколаєві заблокований майже весь флот компанії — 60 суден, ще 8 — в інших місцях.

## Напрями діяльності
Компанія має 50 підприємств та підрозділів (у тому числі дочірні компанії) у 14 областях України та 3 паливозаправні пункти.

### Зберігання, доробка та перевалка зерна
За роки діяльності компанія створила інфраструктуру перевантажувальних терміналів та елеваторів для приймання, зберігання та відвантаження зернових і олійних культур, потужного флоту і виробничих підрозділів по всій Україні.
Загальна місткість елеваторних ємностей — 2,04 млн тонн.
У 2009 році «НІБУЛОН» розпочав реалізацію інвестиційного проєкту з відродження річок Дніпро та Південний Буг як судноплавних транспортних артерій України, у межах якого збудував 18 елеваторних комплексів та перевантажувальних терміналів у різних регіонах України, й сьогодні мережа компанії складається з 27 перевантажувальних терміналів і комплексів, на яких розташовано 445 зерносховищ силосного типу — найбільша кількість в Україні.
Потужності кожного підприємства: 5–7,5 тис. тонн/добу приймання з автотранспорту; 2–3 тис. тонн/добу обсяги сушіння; 4–8 тис. тонн/добу відвантаження на водний транспорт; 4 тис. тонн/добу відвантаження на залізничний транспорт; 56 тис. тонн/добу загальна потужність підприємств компанії із сушіння кукурудзи.
«НІБУЛОН» має морський перевантажувальний термінал з причалом, розташований в Миколаєві, що є унікальним об'єктом не лише для України, а й для Європи. На підтвердження цього перевантажувальний термінал визнано кращим промисловим об'єктом України, що збудовано і введено в експлуатацію у 2004 році. А в червні 2008 р. Указом Президента України № 569/2008 «Про присудження Державних премій України в галузі архітектури 2008 року» авторський колектив на чолі з Олексієм Вадатурським удостоєний Державної премії України в галузі архітектури.
На терміналі функціонують сучасні комплекси з приймання, відвантаження, сушіння та очищення зерна і склад підлогового зберігання з активним вентилюванням місткістю до 8 тис. тонн. Компанія «НІБУЛОН» має можливість приймати сільгосппродукцію різної якості з подальшим доведенням її до експортних кондицій і забезпечує експорт сільгосппродукції з гарантованою якістю на рівні світових стандартів.

### Зовнішньоекономічна діяльність
Компанія займає значну частку в українському експорті більшості зернових та олійних культур, на вирощуванні яких спеціалізується Україна. За результатами календарного 2019 року «НІБУЛОН» відвантажив на експорт близько 5,3 млн тонн сільгосппродукції.
Основна торговельна діяльність компанії зосереджена на пшениці, кукурудзі, ячмені та сорго, левова частка яких реалізується в країнах ЄС, Близького Сходу, Північної Африки та Південно-Східної Азії.
«НІБУЛОН» співпрацює з Всесвітньою продовольчою програмою ООН (World Food Program, WFP), завдяки чому високоякісну сільськогосподарську продукцію отримало голодуюче населення Пакистану, Ефіопії, Бангладеш, Кенії, Мавританії, Ємену та інших країн.
6 грудня 2017 року в Каїрі (Єгипет) FAO та «НІБУЛОН» підписали Меморандум про співпрацю для покращення продовольчої безпеки Єгипту та ефективності роботи єгипетських компаній, які займаються виробництвом зернових, їх зберіганням і транспортуванням.

### Логістика
«НІБУЛОН» активно переорієнтовує свої вантажні потоки на водний транспорт.
Для цього з 2009 року існує судноплавна компанія «НІБУЛОН», яка є однією з чотирьох найбільших судновласників України. Вона зосереджує свою діяльність на Дніпрі та Південному Бузі. Судноплавна компанія «НІБУЛОН» займається перевезенням збіжжя, а також кавунів, динь, металу, будівельних матеріалів (пісок, палі тощо), вугілля, великогабаритних вантажів та ін. Загалом за час діяльності судноплавної компанії внутрішніми водними шляхами транспортовано більше 25 млн тонн вантажів, що розвантажило дороги на більше ніж 1 мільйон вантажівок.
В 2020—21 маркетинговому році компанія досягла рекордної кількості перевезених українськими річками вантажів — 4,3 млн тонн.
У березні 2025 року «НІБУЛОН» вийшов на нові ринки Середнього та Верхнього Дунаю. Компанія здійснила рейси з металопродукцією за маршрутами Ізмаїл — Лом (Болгарія) та Ізмаїл — Смедерево (Сербія), що виконувалися буксирами «Переяславський» та «Козацький» із залученням барж власного виробництва.
Вантажний флот підприємства є наймолодшим в Україні та стовідсотково українським і нараховує 81 одиницю: буксири, несамохідні судна, днопоглиблювальне самохідне судно «Миколаївець», самохідний перевантажувач проєкту П-140 «NIBULON MAX», самохідний плавучий кран «Святий Миколай», несамохідні плавучі крани «Нібулонівець» та «Нібулонівець-2», пасажирські судна на підводних крилах «НІБУЛОН Експрес» та ін.
Після початку повномасштабного вторгнення у 2022 році «НІБУЛОН» не міг здійснювати навігацію на Дніпрі та Південному Бузі й перемістив частину флоту на Дунай.
Протягом 2018—2019 років було збудовано три паливозаправних пункти для власного користування у Кременчуці (Полтавська обл.), Сватове (Луганська обл.) і Хмільнику (Вінницька обл.).

### Суднобудування та судноремонт
ТОВ "Суднобудівно-судноремонтний завод компанії «НІБУЛОН» (ТОВ "ССЗ «НІБУЛОН») — українське підприємство, розташоване у закритій акваторії річки Південний Буг біля перевантажувального термінала ТОВ СП «НІБУЛОН» в районі 1-го коліна підхідного каналу акваторії порту «Миколаїв». Підприємство спеціалізується на повнокомплектному будівництві суден і плавспоруд до 140 метрів (виконання всіх видів робіт власними силами — від порізки металопрокату до виготовлення меблів, ізолювальних і фарбувальних робіт, пусконалагодження електрообладнання і обладнання автоматизації, трубопровідних, корпусних, механо-слюсарних робіт і технологічного супроводу), судноремонті та виконує проєктно-конструкторські роботи. Усі роботи, що виконуються на "ССЗ «НІБУЛОН», відповідають вимогам та здійснюються під наглядом Регістра судноплавства України. Завдяки оновленим потужностям підприємство спускає на воду 6-10 суден на рік залежно від складності замовлення та забезпечує роботою 700 суднобудівників, а також контрагентів компанії.
Досягненням заводу є введений в експлуатацію 2019 року NIBULON MAX, який є найбільшим замовленням в історії суднобудівної компанії та найдовшим крановим судном класу «річка-море» під прапором України, збудованим за останні 25 років незалежності України.
У листопаді 2021 року ТОВ "Суднобудівно-судноремонтний завод «НІБУЛОН» підписав із французькою компанією ОСЕА договір щодо будівництва 5-ти швидкісних патрульних прикордонних катерів типу OCEA FPB 98 MKI у рамках реалізації урядового проєкту щодо посилення системи морської безпеки та охорони кордону України.

### Виробництво та переробка сільгосппродукції
Компанія обробляє понад 76 тис. га земель сільгосппризначення. На сьогодні сільськогосподарським виробництвом займаються 20 відокремлених підрозділів.
У 2021 році рівень виробництва компанії був на рівні 334 тис. тонн врожаю. Врожайність озимої групи культур — 46,2 ц/га та найкращий валовий збір соняшника — 51,1 тис. тонн.
У 2018 році парк сільськогосподарської техніки поповнився майже сотнею одиниць, сягнувши 2300 одиниць.

### Тваринництво
Тваринництвом займаються 7 відокремлених підрозділів у чотирьох областях України (Вінницькій, Житомирській, Миколаївській, Хмельницькій).
На фермах утримується велика рогата худоба таких порід, як українська чорно-ряба молочна, українська червоно-ряба молочна, голштинська, англерська, симентальська. У свинокомплексах компанії як материнська використовується велика біла порода української селекції та ландрас, у системі промислового схрещування та гібридизації — кнури угорської та української селекції спеціалізованих м'ясних та універсальних напрямів продуктивності.
Займається компанія і виробництвом ковбасних та м'ясних виробів на виробничих потужностях у с. Бистрик Ружинського р-н Житомирської обл. (торговельна марка «Бистрицькі ковбаси»). Продукція виготовляється з власної натуральної сировини без використання сої та штучних ароматизаторів за перевіреними часом традиційними рецептурами відповідно до ДСТУ 4435:2005, ДСТУ 4436:2005 та ДСТУ 4591:2006.

### Гуманітарне розмінування
У 2023 році компанія стала оператором протимінної діяльності. У 2023—2024 роках «НІБУЛОН» отримав п'ять сертифікатів на обстеження та розмінування територій.

## Водні перевезення

### Водні пасажирські перевезення
У 2017 році «НІБУЛОН» запустив соціальний проєкт — водні пасажирські перевезення. Компанія виготовила та встановила плавучі понтонні причали на Кінбурнській косі, у Миколаєві та Очакові. Найпопулярніший маршрут усіх сезонів — Миколаїв — Кінбурнська коса — Очаків.
У 2021 році компанія провела ювілейний 5-ий сезон водних пасажирських перевезень і перевезла більше 22 тис. пасажирів. За всі 5 років перевезено більше 120 тис. пасажирів.
Сезон водних пасажирських перевезень — весна-осінь. Про дату відкриття та закриття сезону компанія завчасно інформує на офіційному сайті (nibulon.com) та в соціальній мережі «Фейсбук» на сторінці Водні пасажирські перевезення.

### Водні вантажні перевезення
В кінці листопада 2023 року, на березі північно-західної частини Чорного моря поблизу села Санжійки на Одещині з'явилася зернова баржа. За повідомленням інтернет-видання Думська, судно належить судноплавній компанії «НІБУЛОН» і входить до класу несамохідного. Баржа тримала курс на один із дунайських портів на Одещині, але сильний вітер і шторм вніс свої корективи.

### Форум Trans Expo Odesa-Mykolaiv 2019
У 2019 році на ТОВ «Суднобудівно-судноремонтний завод „НІБУЛОН“ відбувся Міжнародний Форум Trans Expo Odesa-Mykolaiv 2019, який зібрав більше 5 000 гостей. Участь у заході взяли компанії морської галузі, діяльність яких пов'язана з внутрішніми та міжнародними морськими і річковими перевезеннями, постачальники навігаційного і суднового устаткування, тренажерні центри, порти і термінали, суднобудівні і судноремонтні заводи, крюїнгові компанії, а також компанії, що надають сюрвеєрскі, страхові, консалтингові послуги, профільні вищі та професійнотехнічні навчальні заклади.
Основними заходами форуму стали:
- спеціалізована виставка „Суднобудування та водний транспорт 2019“;
- урочисте введення в експлуатацію 140-метрового плавкрана NIBULON MAX;
- закладка нових суден: портовий буксир штовхач-кантувальник проєкту Т410 і несамохідне судно-майданчик проєкту B1500;
- водне шоу і масштабний парад флоту компанії „НІБУЛОН“;
- ознайомлення з сучасним вантажним і пасажирським флотом компанії;
- круглий стіл на тему: „Розвиток внутрішніх річкових перевезень — шлях до відродження українського суднобудування (практичний досвід, перспективи і проблеми галузі)“. У роботі круглого столу взяли участь провідні українські та міжнародні галузеві фахівці, представники влади, посольств і міжнародних фінансових організацій та ін.[68]

## Природоохоронна діяльність
Протягом 2018—2019 років витрачено на охорону навколишнього середовища та сплату екологічних платежів до бюджетів різних рівнів 68,7 млн грн. Компанія втілює власний екологічний стандарт, на кожній філії встановлює обладнання для мінімізації впливу виробничих процесів на об'єкти довкілля. З 2017 року реалізує програму енергозбереження та утилізації відходів, утворених на виробничих підрозділах компанії. Для опалення та гарячого водопостачання автотранспортного підрозділу встановлено котли, що працюють на відпрацьованому маслі, а на інших підрозділах — твердопаливні котли, що працюють на брикетах, виготовлених з некормових зернових відходів.

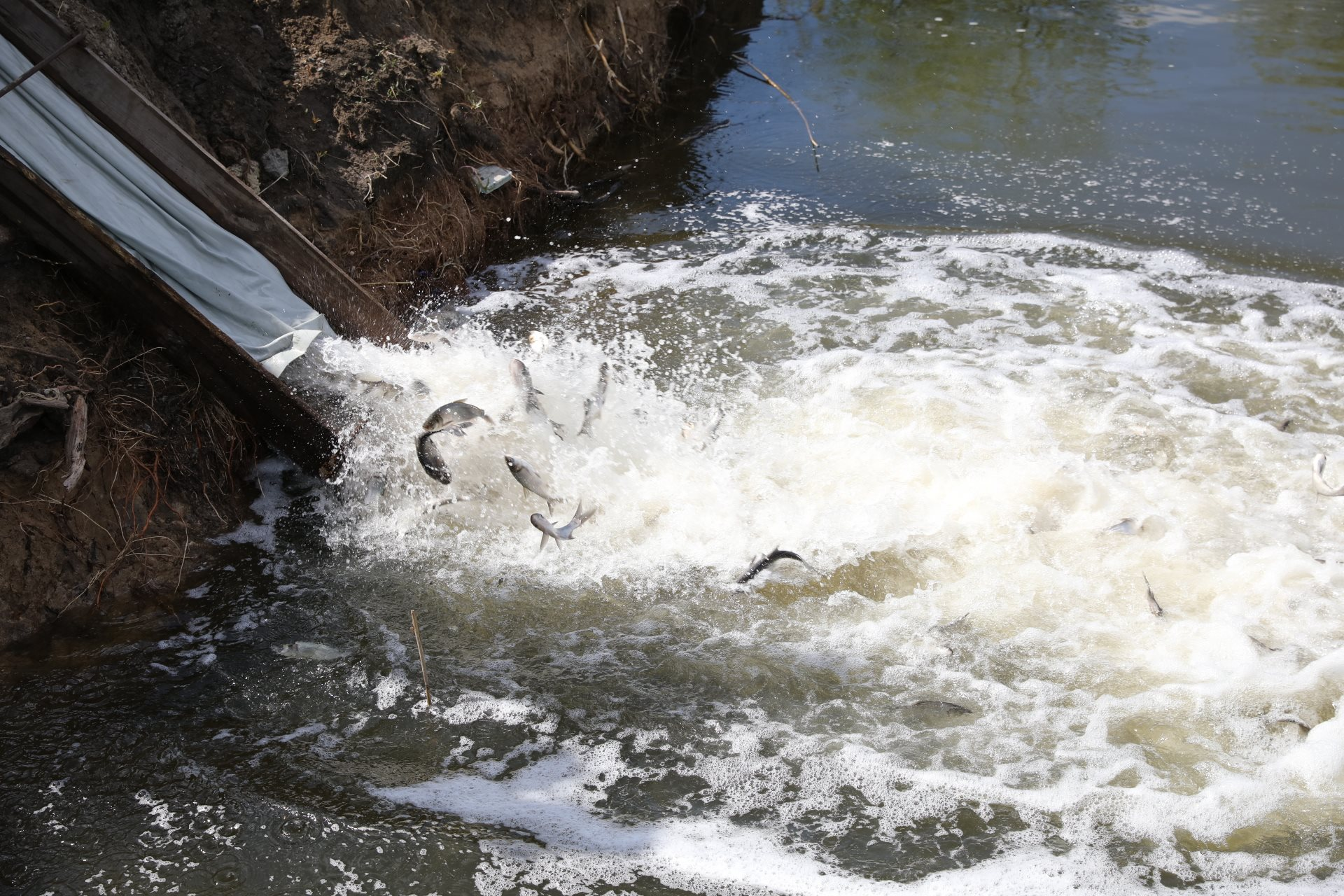
Зариблення р. Плоска Осокорівка у с. Тернівка (Запорізька обл.)

Регулярно проводиться зариблення річок та озеленення територій. Під час проведених 18 зариблень рибному господарству впроваджено компенсаційних заходів на загальну суму більше 3 млн грн, що супроводжувалось вселенням 70 тонн рибопосадкового матеріалу товстолоба, білого амура та коропа у річки Дніпро, Південний Буг та Каховське, Канівське, Кременчуцьке й Дніпровське водосховища, а також висаджено 28 862 одиниці зелених насаджень на загальну суму понад 1,3 млн грн.
До 2018 року, згідно з коментарем першого заступника голови Держагентства рибного господарства Володимира Фалея, це виявилося „єдине практично підприємство в Україні, яке реально зариблює водойми … мальком“.
У серпні 2018 року компанія взяла участь у порятунку від екологічного лиха та загибелі десятків тисяч піленгасів у Молочному лимані (Запорізька область). Для визволення піленгасу, який зайшов у лиман на нерест і опинився у пастці від нестачі морської води через замулення, земснаряд компанії прокопав близько 10 тис. м³ піску (довжина каналу — 680 м, глибина — до 2 м).
На думку фахівців Європейського банку реконструкції та розвитку, зернова інфраструктура „НІБУЛОНа“ є екологічно та соціально інноваційною. У травні 2018 року ЄБРР відзначив агрохолдинг бронзовою нагородою за сталий розвиток у номінації „Environmental & Social Innovation“.
При цьому, роботу компанії критикували за такими фактами:
- ризики забруднення мінеральними добривами[76];
- забруднення морської акваторії та узбережжя поблизу курортної зони Коблеве[77][78];
- неповні або відсутні дозвільні документи, зокрема для днопоглиблювальних робіт[79][80].

## Благодійна діяльність

### Співпраця з громадами
НІБУЛОН укладає угоди про соціальне партнерство з міськими, селищними, сільськими радами та об'єднаними територіальними громадами, на території яких представлена компанія, а це близько 80 угод з населеними пунктами у 13 областях України. На виділені кошти відремонтовані та оснащені школи, лікарні та будинки культури, утеплені дитячі садки, відремонтовані дороги, відновлене вуличне освітлення та тепло-, водо- і газопостачання у громадах.
2017 року у с. Біленьке Запорізької обл. компанія встановила сучасний дитячий майданчик, провела ремонт коридору приміщення місцевої школи, обладнала комп'ютерний клас новими мультимедійними засобами, облаштувала нове футбольне поле для школярів та сільський парк.
Проєкт найбільшого масштабу — реконструкція комплексу очисних споруд с. Біленьке. Компанія оновила проєкт і добудувала та реконструювала каналізаційні очисні споруди та ввела їх в експлуатацію. Об'єкт переданий у користування місцевій громаді. Очисні споруди потужністю 2000 куб.м/добу забезпечують прийом та очистку господарсько-побутових стічних вод від об'єктів соціальної інфраструктури села (лікарня, дитячий садочок, школа, житловий мікрорайон). Запроваджена технологія є високоефективною та забезпечує захист довкілля завдяки повному циклу очистки стічних вод, що включає в себе три етапи: механічний, біологічний і етап дезінфекції (обеззараження). Завдяки такому об'єкту на території с. Біленьке значно покращиться екологічна ситуація району, області та Дніпра в цілому.

### „НІБУЛОНівський стандарт“ в освітній сфері
Проєкт реалізується з 2006 року і має на меті забезпечення належних умов для здобуття освіти та спрямований на покращення освітнього й культурного рівня молоді, а також їхнього фізичного стану, здоров'я. На сьогодні проєкт охоплює близько 150 шкіл з різних областей країни, де розташовані підрозділи компанії. Компанія допомагає освітнім закладам, оснащуючи комп'ютерні та мультимедійні класи сучасним високоякісним обладнанням, забезпечуючи їх необхідними методичними матеріалами, меблями, костюмами, формою, ремонтуючи навчальні кабінети та ін.
У 2017 році відремонтовано та умебльовано комп'ютерний клас з новітнім мультимедійним комплексом та сучасний стадіон з футбольним полем із натуральним покриттям, новими сидіннями для уболівальників, новими біговими доріжками для Біленьківської ЗОШ (Запорізька обл.). Навколо поля зведено металеву секційну огорожу, налагоджено штучне освітлення для ігор у вечірній час, є система автополиву газону.
У 2019 році одразу кілька освітніх закладів Миколаєва (Миколаївська ЗОШ № 57, Миколаївська гімназія № 2, Миколаївська ЗОШ І-ІІІ ступенів № 7, Миколаївська загальноосвітня санаторна школа-інтернат І-ІІІ ступенів № 7) отримали лабораторне обладнання для кабінетів хімії.
Для Троїцького закладу дошкільної освіти „Ромашка“ та Троїцької філії початкової школи (Луганська обл.) передано меблі та обладнання для інклюзивної групи (дитячий куточок з рухоходом, лавки гімнастичні, килимок зі слідочками, дитячий педальний тренажер, м'ячі для фітболу, тактильну доріжку та обладнано кабінет для роботи логопеда).
Вище професійне училище суднобудування м. Миколаєва отримало від ССЗ „НІБУЛОН“ зварювальний напівавтомат ВДУ-506 та подаючий механізм зварювального дроту ПДГ-421 для підготовки фахівців за професією „Електрозварник на автоматичних та напівавтоматичних машинах“.
Восени 2019 р. з виробничо-технологічної лабораторії філії „Решетилівська“ було передано інфрачервоний експрес-аналізатор зерна Infratec 1241 (FOSS) до лабораторії кафедри технології зберігання і переробки зерна інженерно-технологічного факультету Уманському національному університету садівництва.
„НІБУЛОН“ є учасником тендерів від урядових організацій, які опікуються продовольчою безпекою в світі. Протягом 2022—2023 років компанія поставила 300 тис. тонн пшениці до країн Африки. У 2024 році „НІБУЛОН“ продав зерно до Єгипту в рамках тендеру Генерального відомства з постачання товарів уряду Єгипту GASC.

## Боротьба з COVID-19
2020 року, під час коронавірусної пандемії, компанія надавала допомогу медичній галузі на 100 млн грн.
У березні 2020 року компанія передала обладнання Миколаївському обласному лабораторному центру МОЗ України та організувала можливість проводити там 400 аналізів на добу щодо наявності/відсутності коронавірусу в людини методом ПЛР. На обладнанні компанії на Миколаївщині проведено 70 % від усіх тестувань. Компанія відновила КНП „Миколаївський обласний центр лікування інфекційних хвороб“, 5-те інфекційне відділення лікарні У лікарні було проведено кисневу мережу, там з'явилося понад 100 кисневих точок.

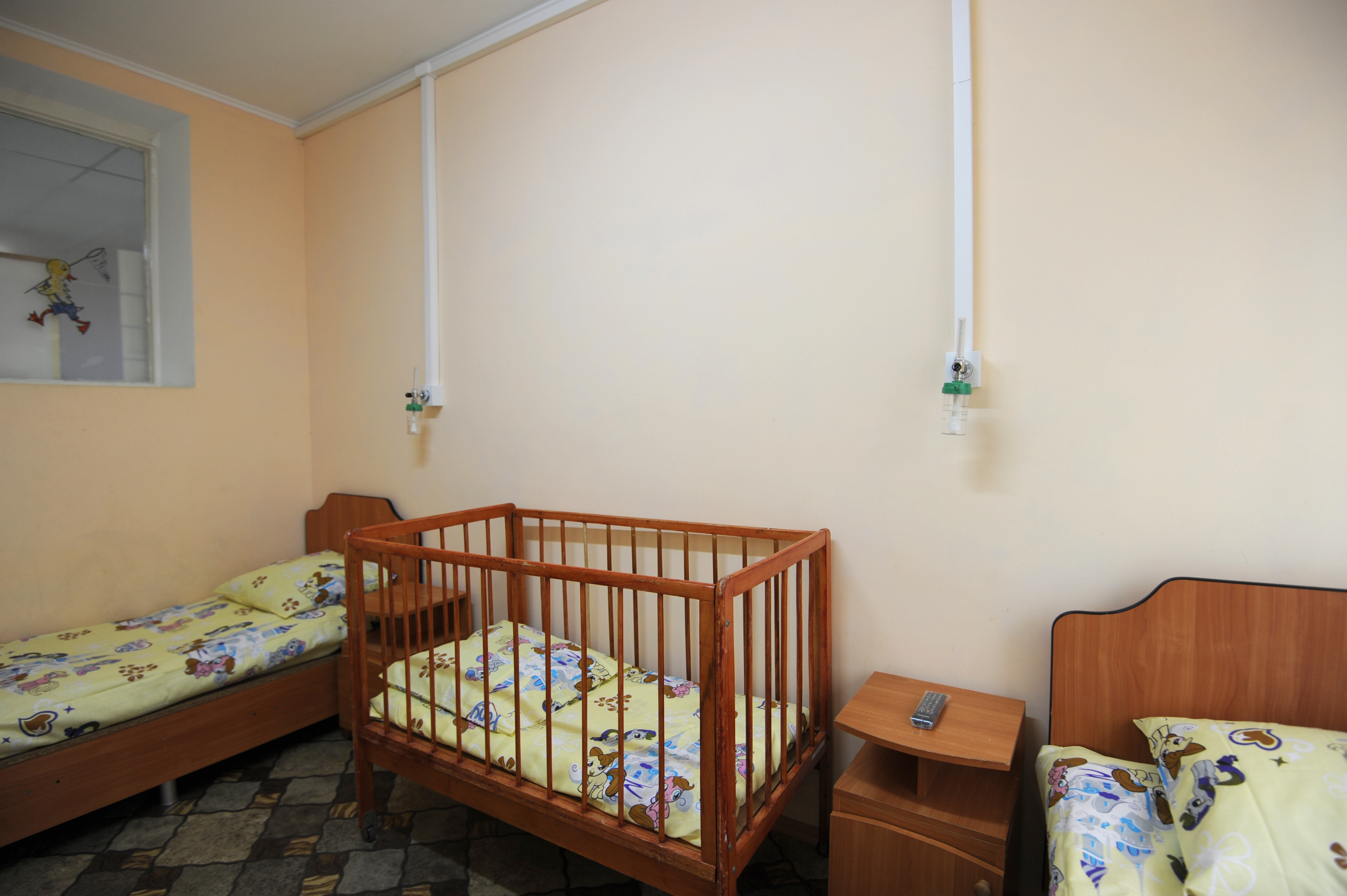
Кисневі точки в КНП Миколаївської міської ради „Міська дитяча лікарня № 2“

НІБУЛОН провів капітальний ремонт системи медичного газопостачання кисню (відео за посиланням.
Також відремонтовано Міську лікарню № 1» Миколаєва.

## Нагороди і досягнення
- Переможець «Національного морського рейтингу України» у номінаціях: «Темпи росту», «Абсолютний ріст», «Відновлення флоту», «Новий термінал», «Золотий причал», «Золота тонна»[96][97][98][99]
- 2019, 2020 — «Найпривабливіший роботодавець України в галузі сільського господарства», Randstad Employer Brand Research[100][101]
- Переможець рейтингу «Сумлінні платники податків»[102][103][104].
- Переможець конкурсу «Благодійна Україна» (2015, 2017, 2020)[105][106][107][108]
- 2019 — переможець регіонального етапу «Благодійна Миколаївщина»[109]
- Бронзова нагорода від ЄБРР за сталий розвиток у номінації «Environmental & Social Innovation»[110].